# Carmichael
Carmichael és una concentració de població designada pel cens dels Estats Units a l'estat de Califòrnia. Segons el cens del tenia 49.742 habitants.

## Demografia
Segons el cens del 2000, Carmichael tenia 49.742 habitants, 20.631 habitatges, i 13.224 famílies. La densitat de població era de 1.784,9 habitants/km².
Dels 20.631 habitatges en un 29,4% hi vivien nens de menys de 18 anys, en un 46,7% hi vivien parelles casades, en un 12,9% dones solteres, i en un 35,9% no eren unitats familiars. En el 29% dels habitatges hi vivien persones soles el 10,5% de les quals corresponia a persones de 65 anys o més que vivien soles. El nombre mitjà de persones vivint en cada habitatge era de 2,36 i el nombre mitjà de persones que vivien en cada família era de 2,9.
Per edats la població es repartia de la següent manera: un 23,3% tenia menys de 18 anys, un 8,2% entre 18 i 24, un 26,6% entre 25 i 44, un 24,8% de 45 a 60 i un 17,1% 65 anys o més.
L'edat mediana era de 40 anys. Per cada 100 dones de 18 o més anys hi havia 85,6 homes.
La renda mediana per habitatge era de 47.041 $ i la renda mediana per família de 59.002 $. Els homes tenien una renda mediana de 40.435 $ mentre que les dones 32.265 $. La renda per capita de la població era de 26.811 $. Entorn del 6,4% de les famílies i el 9,8% de la població estaven per davall del llindar de pobresa.

## Poblacions més properes
El següent diagrama mostra les poblacions més properes.